# エドガー・フォイヒティンガー
エドガー・フォイヒティンガー（Edgar Feuchtinger、1894年11月9日 - 1960年1月21日）は、ドイツの軍人。最終階級は中将。第二次世界大戦末期、いくつかの軍規違反から帝国軍事法廷(Reichskriegsgericht)により降格および死刑が言い渡されているが、2008年に成立した包括的名誉回復法案においてこの有罪判決は取り消された。
戦後はソビエト連邦のスパイとして活動し、西ドイツの軍事情報を流出させた。

## 第一次世界大戦とワイマール共和国
ドイツ帝国のメッツ（現在のフランス・メス）に音楽家の息子として生まれた。ギムナジウムを卒業後、1907年にアビトゥーアに合格。同年、カールスルーエにて幼年学校(Kadettenanstalt)へ入学し、後に大リヒターフェルデの高級士官学校(Hauptkadettenanstalt)で教育を受けた。ここで彼は命知らずな性格と類稀な軍事的才覚を発揮したという。
第一次世界大戦勃発直後の1914年8月7日、彼は士官候補生(Fähnrich)として第14バーデン歩砲兵連隊(Badischen Fußartillerie-Regiment Nr.14)に配属され前線に向かった。1915年8月18日、少尉(Leutnant)に昇進する。その後の数年、彼はロシアやフランスで戦い、シェマン・ド・ダーム戦線におけるヴェルダンの戦いやソンムの戦い、エーヌの戦いなどに参加した。1917年9月には第212徒歩砲兵連隊(Fußartillerie-Regiment 212)に配属され、同連隊の一員として敗戦を迎える。
第一次世界大戦終結後、ドイツ帝国陸軍(Deutsches Heer)及びドイツ帝国海軍(Kaiserliche Marine)は解体され、1919年3月6日に国軍省(Reichswehrministerium)及びワイマール共和国軍(Reichswehr)が設置された。1919年3月21日、フォイヒティンガーはワイマール共和国陸軍(Reichsheer)の第13砲兵連隊(13. Artillerie-Regiment)に復帰する。その後数年、彼は日常業務の拙さを指揮官達に指摘され、いくつかの部隊を盥回しにされた。
1920年10月1日に第25狙撃兵連隊(25. Schützen-Regiment)に配属された後、早くも1921年1月1日には第13ヴュルデンベルク歩兵連隊(13. Württembergischen Infanterie-Regiment)に転属している。さらに1921年10月1日には第5砲兵連隊へ転属し、その3年後に第2（プロイセン）砲兵連隊(2. (Preußisches) Artillerie-Regiment)に落ち着いた。1925年4月1日、中尉(Oberleutnant)に昇進する。

## ナチ政権下の砲兵将校として
1929年2月2日から、彼は第7（バイエルン）砲兵連隊(7. (Bayerisches) Artillerie-Regiment)にて中隊長を命じられた。1929年11月1日、大尉(Hauptmann)に昇進。1934年10月1日、第10砲兵連隊(旧アンベルク砲兵連隊)にて中隊長を務める。1935年1月1日、ユーターボーク(Juterbog)の野戦砲兵学校で教導連隊の教官を務める。同年11月1日、少佐(Major)に昇進。
彼は優れた軍歴を持つ軍人の一人として、国家社会主義ドイツ労働者党(NSDAP)からドイツ国防軍(Wehrmacht)の設置を宣言する党大会への参加を依頼された。また、1936年には第11回夏季オリンピック組織委員長を務めた。
1937年10月1日、第26歩兵師団第26砲兵連隊第3大隊長に任命される。1938年8月1日、中佐(Oberstleutnant)に昇進。1939年8月26日、第227歩兵師団第227砲兵連隊長に任命され、ベルギー及びフランスにおける戦闘に参加する。1941年8月1日、大佐(Oberst)に昇進。1941年10月までフランス領内で駐屯した後、彼は東部戦線へと送られた。
北方軍集団にて彼は持ち前の組織力を発揮する。散在していた敗残兵と鹵獲兵器を再編成して戦闘部隊を構成し、ソ連軍の包囲を脱出させたのである。

### 南フランス侵攻及び第21装甲師団再編
1942年11月27日、彼はA戦闘団(Kampfgruppe A)指揮官としてトゥーロンのフランス艦隊奪取を目的としたリラ作戦に参加した。1943年4月7日、第931機動砲兵大隊の指揮官に任命された。その数ヵ月後、いくつかの部隊と鹵獲兵器により新たな師団が編成され、第21装甲師団（同名の師団が一度北アフリカで壊滅している）と名づけられた。フォイヒティンガーは予備役期間中に民間企業の技術者として働いた経験を活かし、パリにて鹵獲されたオチキス H35のシャーシにドイツ製の火砲を搭載した独自の突撃砲やロケット砲車を開発したという。
この「新兵器開発」は総統アドルフ・ヒトラーが評価するところとなり、彼自身に師団が与えられる事となった。1943年8月1日、彼は少将(Generalmajor)に昇進すると共に第21装甲師団の師団長に任命された。
師団長に着任したフォイヒティンガーは部下や上司、また他師団の司令官から、しばしば悪評を買っていた。彼はナチ党要人との友好関係に基づく褒賞として装甲師団の師団長に任命されたのであり、第一次世界大戦から通じて砲兵科将校であり続けたフォイヒティンガーは装甲部隊を率いた経験など一度も無かったのである。師団の近代的な通信システムの編成などに持ち前の優れた組織力を発揮したものの、やがて自らが師団長に適さない人間だと自覚するようになる。訓練や指揮を各連隊長に一任し師団長の責務をすっかり放棄したフォイヒティンガーはパリに篭り切りとなってしまった。

### 1944年の侵略
1944年6月6日から始まったノルマンディ侵攻において、第21装甲師団は連合軍の上陸地点近辺に展開する部隊の一つだった。ところがこの日もフォイヒティンガーはパリに滞在しており、師団司令部には愛人だったハンブルク出身の女優を連れて現れた。数時間遅れで到着した彼はカーン及び海岸線を攻撃するように命じたものの、連合軍の空爆と艦砲射撃に阻まれ、部下の連隊長の進言により攻撃は中止された。カーンの戦いで師団は大量の兵員と物資を喪失した。それにも係わらず、フォイヒティンガーは1944年8月1日付で中将(Generalleutnant)に昇進し、8月6日には騎士鉄十字章を受けた。
ファレーズ包囲戦で大打撃を受けた第21装甲師団は、包囲を逃れた敗残兵をもってロレーヌにて再編成された。次いで起こったヴォージュ山脈の戦いの後、フォイヒティンガーは「我々は重砲及び戦車砲を用いた短時間の集中射撃を行い、40以上の敵戦車を破壊した」と報告した。ところが、実際にはほんの1ダース程度の戦車を撃破したに過ぎなかったという。また、多くの装甲部隊指揮官と異なり、パリに篭ったフォイヒティンガーが最前線を訪れる事はほとんど無かった。こうした師団における振る舞いや生活習慣は、後の裁判にてハンス・フォン・ルック大佐など配下の将兵が彼に不利な証言をする事に繋がった。

## 帝国軍事法廷における有罪判決
1945年1月、師団がウンダーリンの激戦に参加している最中にも係わらず、フォイヒティンガーは愛人と下士官3名を率いてツェレの高級ホテルに宿泊していた。1945年1月5日、地元住民の通報を受けた帝国軍事法廷によってフォイヒティンガー一行は逮捕された。フォイヒティンガーは毛皮の違法取引、敵前逃亡、陸軍財産の横領、南米の愛人への軍事機密漏洩など、多くの「ユダヤ的行い」の罪で起訴された。1945年3月19日、帝国軍事法廷はフォイヒティンガーから全ての勲章及び記章を剥奪し、砲兵科二等兵(Kanonier)に降格した上で死刑を宣告した。

## 特赦と脱走
1945年3月2日、ヒトラーはフォイヒティンガーの前線復帰を認める。彼は砲兵科二等兵としてゼーロウ高地に駐屯する第20装甲擲弾兵師団に出頭する事になっていたが行方不明となり、1945年4月12日から師団及び野戦憲兵隊(Feldgendarmerie)によって捜索が開始されたものの発見されなかった。
前線を離れツェレ付近の農家に潜伏していたフォイヒティンガーは、1945年5月29日に将官の制服に着替えた上でドイツ陸軍中将として英国軍に投降した。その後しばらく、英国軍管理下のトレントパーク捕虜収容所や米軍管理下のアレンドルフ捕虜収容所などいくつかの捕虜収容所を盥回しにされる。アレンドルフ捕虜収容所では、共に収容されていた他の将軍達から、彼の敵前逃亡に対する「暴力的な抗議」を受けたという。
1947年8月23日、最後の収容先であるヴッパータール刑務所から釈放された。

## 戦後、GRUへの協力
実際の罪状はどうであれ、帝国軍事法廷がフォイヒティンガーを「ユダヤ的行い」の罪名で裁いていた為、彼はあくまで「ナチ側の正義による不当な裁判の犠牲者」、すなわちナチに対する抵抗者を装った。釈放後、元陸軍中将としてブレーマー・フルカン造船所などいくつかの企業に役員として迎えられ、さらに金持ちの未亡人と結婚し、重工業界で鉄鋼製品取引を手がけるようになる。
1953年5月、フォイヒティンガーはクレーフェルト駅で見知らぬ男に出会い、一束の書類を渡される。それは1945年4月12日からの捜索の折、野戦憲兵隊が作成したフォイヒティンガーの指名手配書であった。見知らぬ男はまた、自分達が軍事情報を欲している旨を伝え、協力が得られなければこの文章を公開するとフォイヒティンガーを脅迫した。敵前逃亡や横領など、軍人として不名誉な行いが明かされ汚名を負う事を恐れたフォイヒティンガーは、こうしてソビエト連邦の諜報機関参謀本部情報総局(GRU)への情報提供を約束し、ベルリン、パンコウのグラニッツ通り44番(Granitzstraße 44)に住むパウル・クット(Paul Kutt)を名乗る男へ情報を渡し続けた。

### かつての将軍との接触
軍事情報を得るべく旧ドイツ国防軍の将官たちとの接触を求めていたフォイヒティンガーは、西ドイツにおける再軍備政策の中心的な人物であったアドルフ・ホイジンガー元陸軍大将やハンス・シュパイデル元陸軍中将に接触する。1955年11月13日、国防大臣テオドール・ブランクは新生成ったドイツ連邦軍の高級将校名簿を発表したが、フォイヒティンガーはより早くこの名簿を入手していた。
この時期、フォイヒティンガーは連邦軍と政財界のパイプとして精力的に活動した。彼は多くの部隊を訪問したほか、国防省にも出入りするようになった。この折、古い友人であるカール=オットー・フォン・ヒンケルダイ（Carl-Otto von Hinckeldey）との再開を果たす。当時連邦軍陸軍大佐だったヒンケルダイは、フォイヒティンガーがデュッセルドルフの第26歩兵師団第26砲兵連隊第3大隊で勤務していた頃の副官だった。

### ヒンケルダイの援助
ヒンケルダイの信頼を得たフォイヒティンガーは、「1944年と現在の比較に基づく軍事情勢の研究を行いたい」と持ちかけた。ヒンケルダイは核戦争や空挺作戦の戦術に関連するものなど、連邦軍の機密文書を多数フォイヒティンガーに閲覧させた。さらにフォイヒティンガーは空軍のヴェルナー・パニツキ将軍と交流を持つ。パニツキは1958年1月10日から初代全軍指揮幕僚監部幕僚長を務め、後に空軍総監となる人物であった。多くの国防省重鎮の知己となった彼は、やがて省内に長期間滞在する許可を得た。彼はまた、「研究」を行う際、ヒンケルダイが不在であることにこだわったという。

### NATOとの接触
彼が西ベルリンで入手したマイクロフィルムは、3ヵ月毎に彼の元を訪れる国家人民軍のヴラトレン・ミハイロヴィチ・ミハイロフ(Wladlen Michajlowitsch Michajlow)少佐へと手渡された。ミハイロフはこの諜報任務の指揮官で、彼らの会見は東西ドイツ間の石油取引に係わるビジネス上の旅行として巧妙に擬装されていた。
また彼の家族は何も知らぬまま彼を助け続けていた。継娘は秘書としてパリの北大西洋条約機構(NATO)本部に送り込まれ、義理の息子は文章の複製に協力した。歴史研究を担当していたあるNATO将校は1956年6月頃に1944年のカーンにおける戦いについて彼に教えを乞われたという。彼はこうした将校との会話から得た軍事情報を漏らさずGRUへと伝えた。フォイヒティンガーはおよそ7年の間に約1000通の機密文書を流出させた。

### 死去
1960年1月、彼はベルリンでの会談を終えた直後、電車内で脳卒中に倒れた。電車は最寄のベルリン動物園駅で停車し、彼はすぐさま病院へと運ばれた。彼は電話で、妻に病院に居る旨を伝え、1月21日に死去した。

## ヒンケルダイの暴露、有罪判決
1961年5月、ミハイロフはフォイヒティンガー夫人に接触し、ヒンケルダイとの繋がりを引き継がせようと試みた。
1961年6月、ミハイロフは東ベルリンカールスホルストのGRU支局にフォイヒティンガー夫人を呼び出した。ミハイロフはフォイヒティンガーとGRUの関係を明かした上で協力を要請したものの、夫人はこれを拒否して帰ってしまった。1961年11月24日、ミハイロフは東独市民のキューン氏としてヒンケルダイの元を訪れ、脅迫の元に協力を強制した。不安に思ったヒンケルダイがこれを上官へ報告した事で事件が明らかになり、軍事保安局はヒンケルダイをキューンと共に逮捕したのである。1962年12月、ヒンケルダイはカールスルーエの連邦裁判所にて軍規違反の罪で禁錮6ヶ月の判決を受けた。

## 受賞
- 騎士鉄十字章(1944年8月6日、第21装甲師団師団長たる中将として)
- ドイツ十字章銀賞(1943年7月15日)
- 一級鉄十字章1914年版
- 二級鉄十字章1914年版
- ヴュルテンベルク王国フリードリヒ勲章剣付二級騎士十字章
- バーデン大公国ツェーリング獅子勲章剣付二級騎士十字章
- ハンブルク・ハンザ同盟十字章
- オーストリア英雄勲章銅賞
- 退役軍人名誉十字章
- 四級から一級国防軍勤続章
- スペイン一級鉄十字章
- スペイン二級鉄十字章
- 剣付二級戦功十字章
- 剣付一級戦功十字章

## 階級
- 1915年8月18日、少尉(Leutnant)
- 1925年4月1日、中尉(Oberleutnant)
- 1929年11月1日、大尉(Hauptmann)
- 1935年11月1日、少佐(Major)
- 1938年8月1日、中佐(Oberstleutnant)
- 1941年8月1日、大佐(Oberst)
- 1943年8月1日、少将(Generalmajor)
- 1944年8月1日、中将(Generalleutnant)
- 1945年3月19日、二等兵(Kanonier)　ただし、この降格は2008年に成立した包括的名誉回復法案において取り消された。